# Sztuka masażu
Sztuka masażu – polska tragikomedia z 2006 roku, której akcja toczy się w salonie masażu. Zdjęcia powstały od listopada 2003 do kwietnia 2005.

## Główne role
- Agnieszka Dygant − Renia
- Wojciech Mecwaldowski − barman seksoholik
- Mirosław Rygielski − Szymon
- Beata Kozikowska − Irma, żona Szymona
- Karina Cupok − Karina
- Joanna Godecka − wróżka
- Rafał Gerlach − Marcel, pracownik banku
- Julita Kożuszek-Borsuk − kierowniczka filii banku
- Agnieszka Kordek − Dorka

## Nagroda
- najlepszy debiut reżyserski (31. Festiwal Polskich Filmów Fabularnych w Gdyni, 2006)[1]